# 종과
종과(終課), 끝기도, 종과경, 콤플레토리움, 종도(終禱), 저녁기도(Complin, /ˈkɒmplən/ KOM-plin)는 정해진 기도 시간에 드리는 기독교 전통의 표준 시간표 중 그날의 마지막 기도 전례(또는 시간 전례)이다.
영어로는 compline이라고 하는데 이 단어는 라틴어 completorium에서 파생되었다. 그 이유는 compline은 깨어 있는 날의 완성을 의미하기 때문이다. 이 단어는 6세기 초 성 베네딕토가 규칙(Regula Benedicti, 이하 RB)의 17장에서 이러한 의미로 처음 사용되었다.
종과 전례는 가톨릭, 성공회, 루터교, 동양 정교회, 동방 정교회 및 기타 특정 기독교 전례 전통의 일부이다.
서구 기독교에서 종과는 영적인 평화를 강조하는 관상직인 경향이 있다. 대부분의 수도원에서는 손님을 포함한 전체 공동체가 다음 날 제3시과(Terce)가 끝날 때까지 밤새도록 침묵을 지키는 동안 "대침묵"을 시작하는 것이 관습이다. 종과는 시간 전례의 마지막 기도로 구성된다.